# 鍵盤笛
鍵盤笛（けんばんぶえ）は、木管楽器である笛を、鍵盤で演奏するようにした楽器である。

## 概要
鍵盤笛は、鍵盤楽器と管楽器の長所をミックスした楽器であり、「鍵盤リコーダー」「鍵盤吹奏笛」「吹奏鍵盤笛」などとも呼ばれる。
楽器の外見は、一見すると鍵盤ハーモニカやアコーディオンと少し似ている。しかし、鍵盤ハーモニカやアコーディオンが「音高固定式のフリーリード」を振動させて音をかなでるのに対して、鍵盤笛はパンパイプのように並べた笛を吹き鳴らす(「ひょうたん笛」と同様の原理の「開いた」フリーリードで楽音を鳴らす笛も含む)。音色も楽器の内部構造も全く異なる。
鍵盤笛は、普通の笛と同様、息を強く吹きこめばピッチが上がり、弱く吹けばピッチが下がる。指で同じ鍵盤を押していても、吹き込む息の量を加減することで音程を微妙に変られるので、笛独特のほのぼのとした癒し系の音色を吹きかなでることができる。と同時に、鍵盤楽器の特長を生かし、通常の笛では鳴らせない和音も演奏できる。
鍵盤楽器は本来、ある鍵盤を押せば自動的に安定した一定の音高が鳴る「定音楽器」との親和性が高い。それをあえてピッチコントロールが難しい「作音楽器」の笛と組み合わせるという鍵盤笛の設計思想は、通の音楽家や演奏家には受けるものの、初心者には敬遠されがちである。そのため、定音楽器ゆえ教育楽器としても使いやすい鍵盤ハーモニカとくらべると、鍵盤笛は、それほど普及していない。
代表的な楽器は、鈴木楽器製作所のアンデス、ホーナー社のクラビオーラなど。

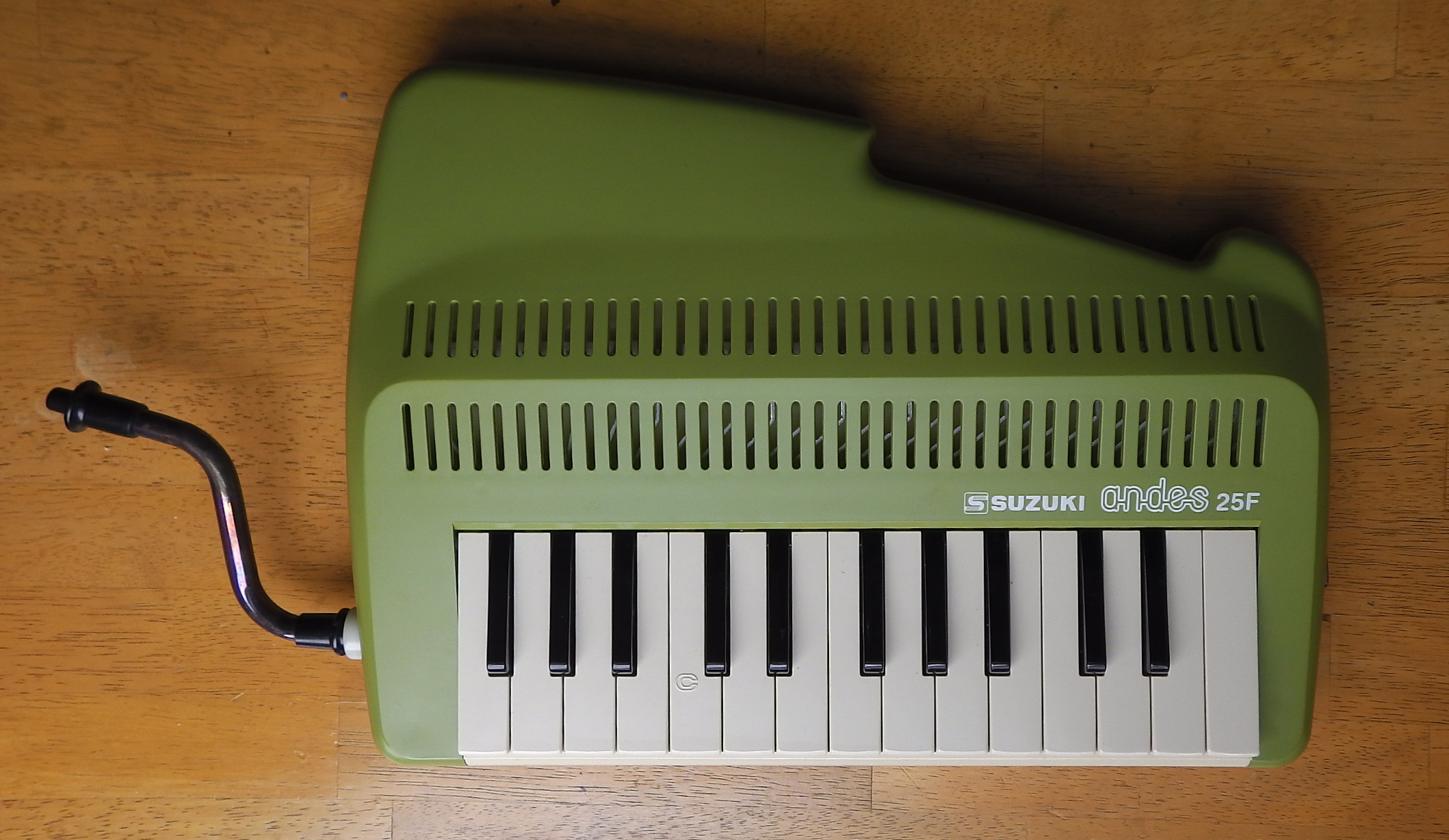
アンデス25F
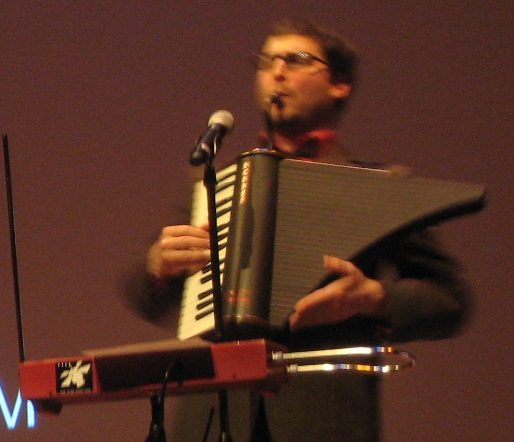
クラビオーラ

## 鍵盤笛を多用する音楽家
- 折重由美子　クラビオーラ奏者
- 栗原正己　アンデスも演奏
- 中西俊博　アンデスも演奏
- 南川朱生　アンデスソロ曲だけのシングル「アンデスホリック」(2017)をリリース